# إسحق مولا
اللواء طيار إسحق مولا من ضباط سلاح الجو الملكي الأردني، تولى عدة مناصب هامة في سلاح الجو الأردني، تقاعد برتبة لواء. أوفد سفيرا للأردن إلى سلطنة عمان، ثم تقاعد من الخدمة الحكومية. انتخب رئيسا لمجلس إدارة الجمعية الخيرية الشركسية في الأردن لدورة عام 2006، ومرة ثانية في عام 2008.